# لازوردي (شعارات النبالة)
قالب:Infobox heraldic tinctureفي شعارات النبالة، اللازوردي (/ˈæʒər, ˈæz.jʊər/ AZH-ər-,_-AZ-yoor)  هي الصبغة ذات اللون الأزرق، وتنتمي إلى فئة الصبغات المسماة «الألوان». في النقش، يتم تصويرها أحيانًا على أنها منطقة من الخطوط الأفقية أو يتم تمييزها بأي من الألف إلى الياء. أو ب. كاختصار.</br> يشترك المصطلح اللون اللازوردي في الأصل مع الكلمة الإسبانية «أزول»، والتي تشير إلى نفس اللون، مشتقة من اللغة العربية الإسبانية لازورد اسم الحجر الأزرق الغامق الذي يسمى الآن اللازورد. تم تبني الكلمة في اللغة الفرنسية القديمة بحلول القرن الثاني عشر، وبعد ذلك دخلت الكلمة حيز الاستخدام في رنك شعارات النبالة.</br>
كلون شعاري، كلمة أزور تعني " أزرق "، وتعكس اسم اللون في لغة النبلاء الأنجلو نورمان الناطقين بالفرنسية بعد الفتح النورماندي لإنجلترا. يتم استخدام مجموعة كبيرة من قيم الألوان في تصوير اللازوردية في مستودع الأسلحة والأعلام، وفي الاستخدام الشائع غالبًا ما يشار إليه ببساطة باسم «الأزرق».</br>
- من الجواهر الياقوت
- من الأجرام السماوية، كوكب المشتري (كوكب المشتري مرتبط بشكل أكبر بالقصدير المعدني في التقاليد الخيميائية / التنجيمية التقليدية)

## معرض الصور

أسلحة بلدية Dolní Přím ، مقاطعة Hradec Králové ، جمهورية التشيك.
أسلحة بلدية دولرن
أسلحة بلدية هولتورفسلوه ، سيفيتال ، ساكسونيا السفلى.
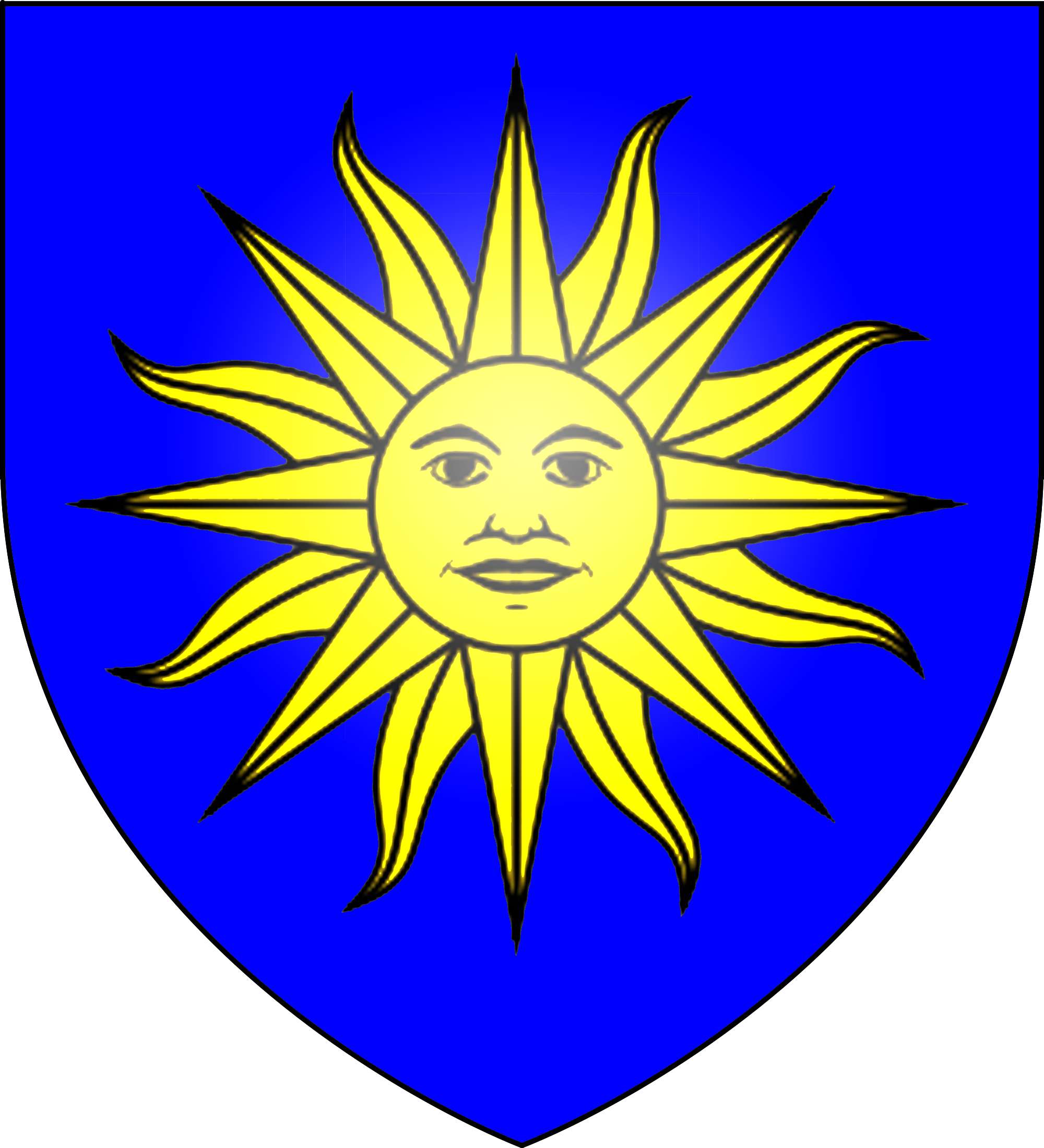
أسلحة عائلة سانت كلير في سانت أوسيث ، إسيكس.
أذرع غي هاربيني